# Sally Mursi
Sally Mursi is een Egyptische man-naar-vrouw-transseksueel. Zij werd geboren als Sayid 'Abd Allah Mursi. Op 29 januari 1988 onderging zij een sekse-operatie.
Tijdens haar real-life test ondergingen zowel zij als haar Koptische arts Dr. Ezzat Ashamallah hevige tegenwerkingen. Medische hulp werd ontzegd omdat Sally zowel op afdelingen voor mannen als voor vrouwen geweigerd werd. De Egyptische overheid liet beiden arresteren wegens bedreiging van de sociale orde en het veroorzaken van onrust.

## Fatwa
Naar aanleiding van de vele conflicten rondom haar voorgenomen geslachtswijziging zocht zij contact met een sjeik, Mohammed Sayyed Tantawi, destijds moefti, van de Al-Azhar Moskee in Caïro, teneinde een fatwa van een gezaghebbende Islamitische geestelijke te verkrijgen. Deze fatwa, ook vermeld in het boek "In de ban van de Nijl" van Harm Botje, is de eerste Soennitische uitspraak op het gebied van transseksualiteit.
De inhoud stelt dat transseksualiteit een dusdanige vervreemding van het eigen lichaam veroorzaakt, dat de gezondheid van de persoon gevaar loopt. Aangezien God gebiedt dat een mensenleven heilig is en, indien mogelijk, gespaard moet worden van onnodig onheil, ziekte, gebrek en handicap, is een medische ingreep, indien die dat gevaar afwenden kan, toegestaan.
Teneinde de sociale orde te beschermen dient de man zich gedurende minstens één jaar geheel als vrouw te kleden, te gedragen en aan alle plichten die de islam aan vrouwen stelt, uitgezonderd de huwelijkse plichten, te voldoen. Indien de persoon daarin slaagt voorziet de fatwa in toestemming voor medisch ingrijpen en een wettige geslachtswisseling.
Deze fatwa komt dus in grote lijnen overeen met de westerse medische protocollen rondom transseksualiteit, waarin de real life test is opgenomen.